# Triaenodes etheira
Triaenodes etheira là một loài Trichoptera trong họ Leptoceridae. Chúng phân bố ở miền Australasia.